# Kazimierz Piechowski

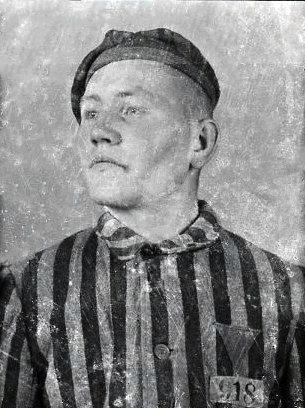
Kazimierz Piechowski (1940)

Kazimierz Piechowski [kaˈʑimjɛʂ pjɛˈxɔfskʲi] (* 3. Oktober 1919 in Raikau (seit 1920 Rajkowy), Deutsches Reich; † 15. Dezember 2017 in Danzig, Polen) war ein polnischer Ingenieur und im Zweiten Weltkrieg Gestapo- und KZ-Häftling. Er gehörte, gemeinsam mit Stanisław Gustaw Jaster, Józef Lempart und Eugeniusz Bendera, zu den vier Häftlingen, denen am 20. Juni 1942 in gestohlenen SS-Uniformen die Flucht aus dem Konzentrationslager Stammlager Auschwitz I gelang. Sie brachten dabei den Pilecki-Bericht aus dem Lager heraus.

## Biographie

### Leben im Zweiten Weltkrieg

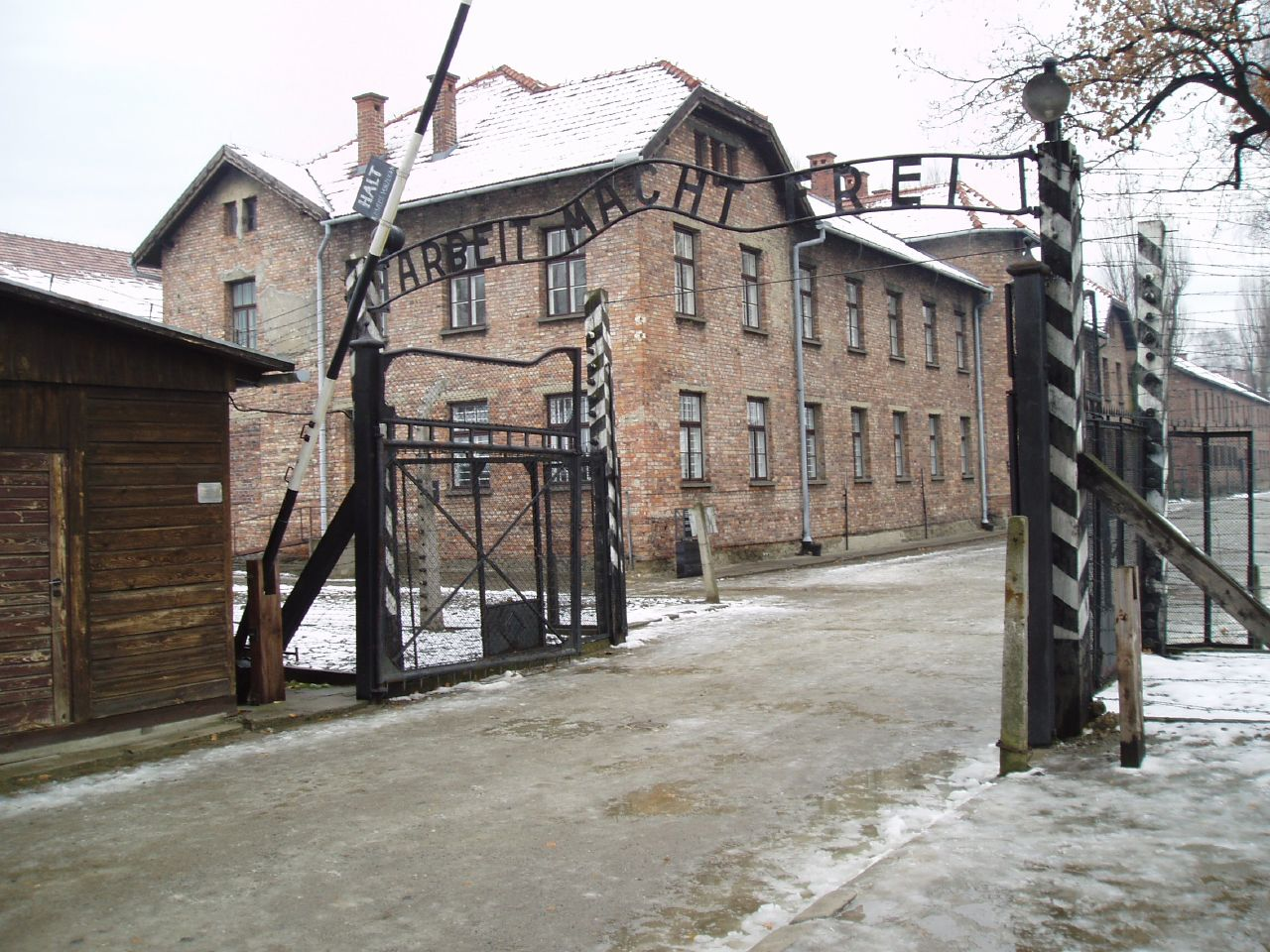
Haupttor des KZ Auschwitz I

Piechowski wurde nach der deutschen Besetzung Polens im Zweiten Weltkrieg beim Grenzübertritt nach Ungarn verhaftet. Wegen seiner Zugehörigkeit zu den Pfadfindern war er danach Gestapo-Gefangener in Baligród. Am 20. Juni 1940 wurde Piechowski zusammen mit 312 anderen polnischen Männern beim zweiten Häftlingstransport aus dem Generalgouvernement zur Zwangsarbeit in das neu errichtete deutsche Konzentrationslager Auschwitz I verbracht. Davor waren etwa 30 deutsche Kriminelle als Kapos aus dem KZ Sachsenhausen und am 14. Juni der Transport der 728 aus Tarnów dorthin gebracht worden. Piechowski erhielt die Häftlings-Nr. 918.
Nach seiner Flucht aus dem KZ tauchte er 1942 unter falschem Namen unter und schloss sich der Polnischen Heimatarmee im Untergrund (AK) an.

### Flucht aus dem KZ
Piechowski befand sich seit 1940 im Stammlager Auschwitz I in Haft. Da in der Umgebung des Lagers anstelle der polnischen Bevölkerung volksdeutsche Bauern angesiedelt worden waren, wurden Fluchtversuche enorm erschwert. Auch nach Überwindung der Postenreihen war dadurch für Ortsfremde ein Unterschlupf bei polnischen Nachbarn in der Nähe des Lagers fast unmöglich. Durch die Benutzung eines Fluchtfahrzeugs konnte dieser Gürtel um das Lager jedoch leicht passiert werden.

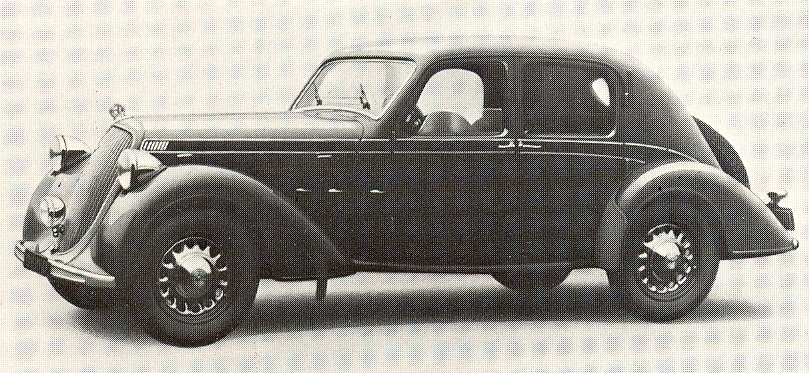
Pkw Steyr 220, baugleich mit dem Fluchtfahrzeug

Gemeinsam mit Stanisław Gustaw Jaster, Józef Lempart und Eugeniusz Bendera gelang Kazimierz Piechowski am 20. Juni 1942 in gestohlenen SS-Uniformen die Flucht aus dem KZ. Für den Fluchtversuch brachten sie vier SS-Uniformen und Waffen aus einem Magazingebäude an sich und fuhren mit einem gestohlenen Dienstfahrzeug der SS aus dem Lagergelände heraus.
Einer der Flüchtlinge, Stanisław Jaster, trug einen Bericht des in das Lager eingeschmuggelten polnischen Offiziers Witold Pilecki über die Zustände im Konzentrationslager Auschwitz mit sich, der für das Oberkommando der polnischen Heimatarmee (AK) geschrieben worden war.

### Leben nach dem Zweiten Weltkrieg
Nach dem Krieg wurde Piechowski als ehemaliges Mitglied der Heimatarmee verhaftet und zu 10 Jahren Haft verurteilt.
Nach der Freilassung studierte er an der Technischen Universität Gdańsk (Politechnika Gdańska; Danzig).

## Dokumentarfilm
Marek Pawłowski inszenierte 2007 dokumentarisch mit einigen nachgespielten Szenen diese Flucht aus dem KZ Auschwitz und das folgende Leben Kazimierz’. Auf Deutsch erschien der 45-minütige Film 2009 unter dem Titel Die Flucht nach einer Bearbeitung durch Ingrid Terhorst.

## Schriften
- Zs. mit Eugenia Bożena Kodecka-Kaczynska, Michał Ziokowski: Byłem Numerem: świadectwa Z Auschwitz. Wydawn. Siostr Loretanek, Warschau, 2003, ISBN 83-7257-122-8
  - Ich war eine Nummer … Übersetzung: Siegfried Schmidt. Verlag Auschwitz-Birkenau State Museum, Oświęcim, 2008, ISBN 978-83-60210-74-1
- My i Niemcy. Wydawn. Sióstr Loretanek, Warschau, 2008, ISBN 978-83-7257-308-7 (poln./dt.)